# 四隅高體八角魚
四隅高體八角魚，為輻鰭魚綱鮋形目杜父魚亞目八角魚科的其中一種，為溫帶海水魚，分布於北太平洋從日本海及鄂霍次克海至美國華盛頓州海域，棲息深度0-452公尺，體長可達12公分，棲息在底層水域，生活習性不明。